# Praça Luís de Camões
Die Praça Luís de Camões ist ein zentraler Platz in der Innenstadt der portugiesischen Hauptstadt Lissabon. Er liegt in der Stadtgemeinde Encarnação und ist Bindeglied zwischen den Stadtvierteln Bairro Alto und Chiado.
In der Mitte des Platzes steht eine Statue, die den portugiesischen Nationaldichter Luís de Camões darstellt. Seit dem 12. Oktober 1860 trägt auch der Platz dessen Namen.
An der Westseite des Platzes befindet sich das brasilianische Generalkonsulat.